# 巴萊特山
66°57′S 51°7′E / 66.950°S 51.117°E
巴萊特山是南極洲的山峰，位於恩德比地，屬於圖拉山脈的一部分，處於斯托勒山東南面6公里，該山峰根據澳大利亞探險隊的空中照片被繪入地圖。